# 신코가네이역
신코가네이역(新小金井駅, しんこがねいえき)은 일본 도쿄도 고가네이시에 위치하는 세이부 철도 다마가와 선의 역이다.
이 역은 고가네이 시의 역 중 가장 오래된 역이다. 그러나 역명이 신코가네이(新小金井)인 것은 돗치기 현의 고가네이역(小金井駅)과의 중복을 피하기 위해서이다.

## 타는 곳
| 1 | ■세이부 다마가와 선 | 고레마사 방면 |
| 2 | ■세이부 다마가와 선 | 무사시사카이  |

## 역세권 정보
- 도쿄 농공대학 고가네이 캠퍼스
- 국제기독교대학
- 도쿄 신학대학
- 루테루 학원 대학

## 역사
- 1917년 10월 22일 : 개업

## 인접역
| 세이부 철도 ■다마가와 선 | 세이부 철도 ■다마가와 선 | 세이부 철도 ■다마가와 선 |
| ------------------------ | ------------------------ | ------------------------ |
| 무사시사카이 방면        |                          | 다마 고레마사 방면       |